# Негев
Не́гев (ивр. הַנֶגֶב‎ [ɦaˈnegev]; араб. النقب‎ ан-На́каб, ан-Накб) — пустыня на Ближнем Востоке, располагающаяся в Израиле и занимающая около 60 % его территории.
Негев сложён в основном осадочными горными породами (известняки, доломиты и пр.), за исключением гор Эйлат на крайнем юге. Для региона характерны различные формы аридной денудации, в том числе большие эрозионные кратеры («махтеши́м»). Более твёрдые породы на юге включают гранит, диорит, кварцит и прочие. Для региона характерен субтропический пустынный континентальный климат, растительность на большей части территории (за исключением впадины Беэр-Шева) скудная, животный мир пустынного типа.
Человек появился в Негеве уже в плейстоцене, в регионе обнаружены палеолитические каменные орудия, а не позднее середины 4-го тысячелетия до н. э. начали возникать культуры, знакомые с добычей и обработкой меди. Негев пришёл в упадок после арабского завоевания. Возрождение региона началось в конце XIX и XX веке. В современном Негеве располагается более чем 160 населённых пунктов, общая численность населения которых превышает 700 тысяч человек.

## География
По форме Негев напоминает треугольник, острой вершиной обращённый к Эйлату. Его площадь составляет 12 500 км². Негев ограничен долиной Арава на востоке, на западе он граничит с Синайской пустыней, на севере простирается до Иудейской пустыни, Иудейских гор и прибрежной равнины. Границы Негева в значительной степени условны — в частности, восточную и западную границу принято проводить по линии международных границ, а одной из возможных условных северных границ считается 30°25′ с. ш. (другая точка зрения предметно увязывает северную границу Негева с южной оконечностью Сектора Газа). Административно границы Негева примерно совпадают с границами Беэр-Шевского подокруга Южного округа Израиля. Протяжённость Негева с севера на юг превышает 250 км, а с запада на восток в самой широкой части — 125 км. Регион Негева (в порядке с севера на юг) условно делится на северное плоскогорье со впадиной Беэр-Шева, горы Негева, плато Паран и горы Эйлат.

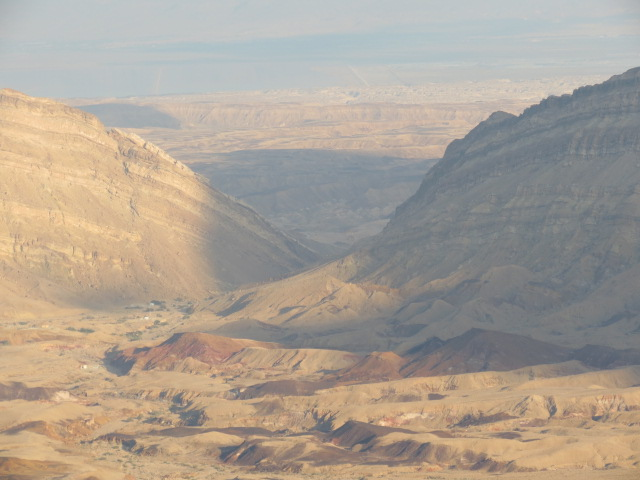
Большой махтеш (Махтеш Хатира)

Холмистые районы Негева, за исключением гор Эйлат, геологически схожи с холмами центрального и северного Израиля. Основными породами являются известняки — твёрдые и мягкие (мел, с прослойками кремня) — и доломиты, основным горообразующим процессом — складчатая дислокация. В отличие от севера Израиля, для этого пустынного района характерны различные формы аридной денудации. Так, в Негеве существуют эрозионные кратеры, известные как «махтеши́м». Это глубокие овальные впадины с ровными отвесными краями. Крупнейший из них, Рамон, имеет глубину 300 м, ширину 8 км и длину 40 км. Другие крупные кратеры — Ха-Махтеш ха-Гадоль (с ивр. — «Большой махтеш») длиной 14,5 км и шириной до 6,4 км и Ха-Махтеш ха-Катан (с ивр. — «Малый махтеш»); последний имеет размеры 6 на 4 км при глубине до 400 м. Кратеры сформировались под влиянием эрозии выпуклых складок породы (антиклиналей) в сочетании с горизонтальным давлением. На их дне имеются выходы древних мелов, гипсов и мергелей, по возрасту намного превосходящих окружающие скалы.

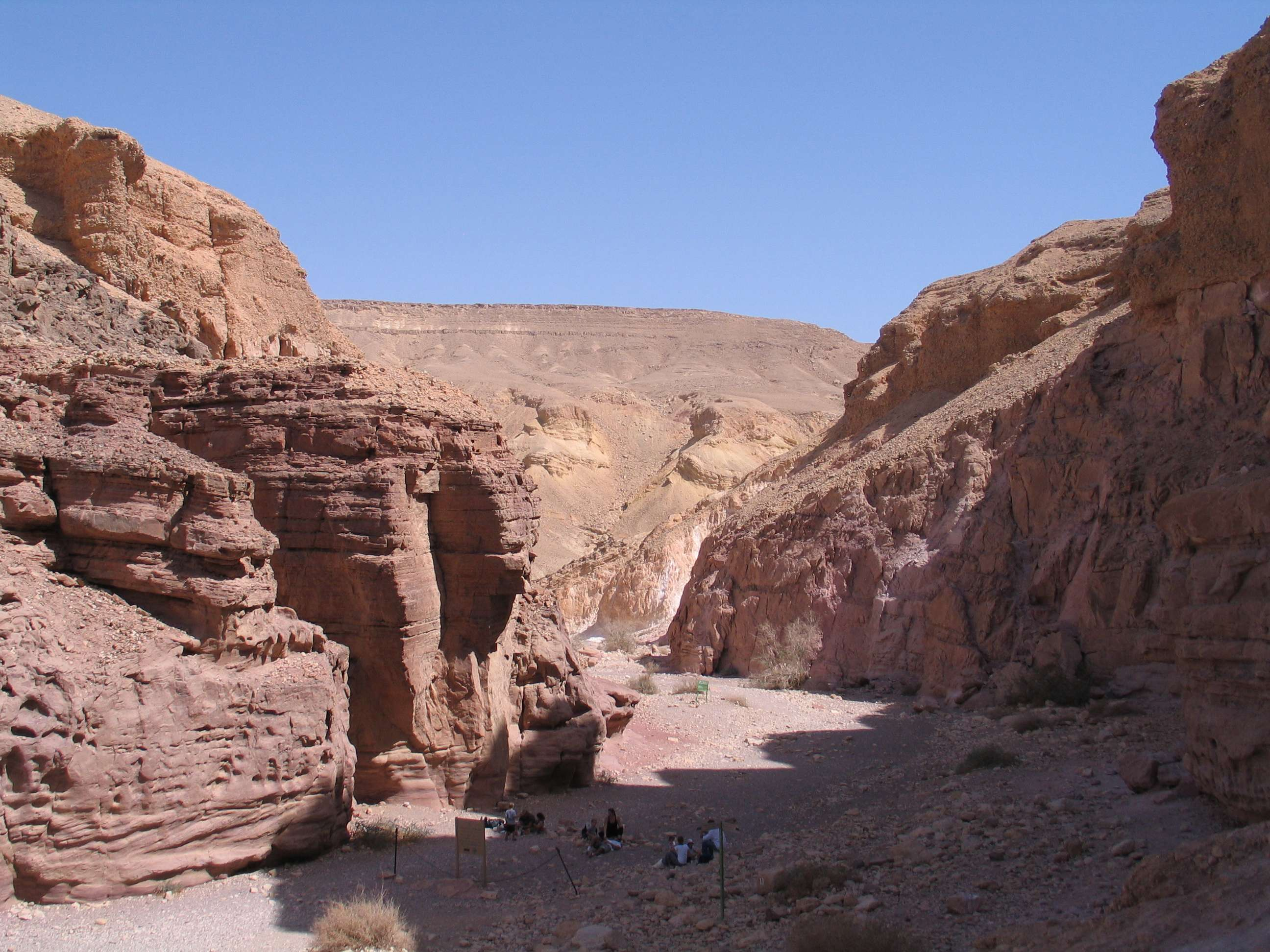
Красный каньон в горах Эйлат

Эрозионные кратеры окружены горами Негева (длина массива более 75 км, средняя ширина свыше 80), высота отдельных вершин которых (Рамон, Саги, Ариф, Лоз) достигает 900—1035 м над уровнем моря. Горы Эйлат на юге (40 км, от 3 до 4 км в ширину) геологически представляют собой продолжение южного и юго-восточного Синая. Их высота не превышает 600 м над уровнем моря, однако эта часть Негева глубоко изрезана и характеризуется разнообразием рельефа (иззубренные гребни, узкие ущелья, одиночные скальные «башни») и горных пород (гранит, диорит, кварцит и кварцевый порфир, диабаз, гнейс, ярко окрашенные нубийские песчаники и известняки). Встречаются вкрапления малахита и азурита. Плато Паран (длина — 50 км, средняя ширина — 30 км) отличает более ровная поверхность, высота которой монотонно понижается с юго-запада (600 м) на северо-восток (100 м). Плато пересекает крупнейший из израильских пустынных вади — Нахаль-Паран.
Во впадине Беэр-Шева (высоты над уровнем моря от менее чем 100 м на западе до 500 м на востоке) имеются мощные лёссовые отложения, поверх которых в западной части лежат песчаные дюны. С юго-востока на северо-запад впадину пересекает река Бесор, и практически вся она представляет собой водосборный бассейн этой реки, включая три основных притока — Нахаль-Беэр-Шева, Нахаль-Хеврон и Нахаль-Герар. Этот регион подвержен сезонным наводнениям.
Долина Арава, тянущаяся вдоль 170-километрового разлома от Мёртвого моря до залива Акаба, сжата между горами Негева на западе и горами Эдом на востоке. Дно долины, лежащее на глубине 350 м в районе соляной равнины Содом, круто поднимается до 210 м ниже уровня моря у мошава Хацева и затем более полого до уровня 230 м выше уровня моря рядом с кряжем Шлухат-Ноца, вдающимся в долину в 75 км севернее Эйлата, затем понижаясь до уровня моря на юг до Эйлата. Многочисленные солончаки юга Аравы связаны с тем, что наносные отложения (песок и гравий) затрудняют сток воды из долины, в особенности в отрогах Эдомских гор. Сток в северной и центральной части Аравы осуществляется через Нахаль-ха-Арава — нижнее течение Нахаль-Паран.

### Климат, растительность и животный мир

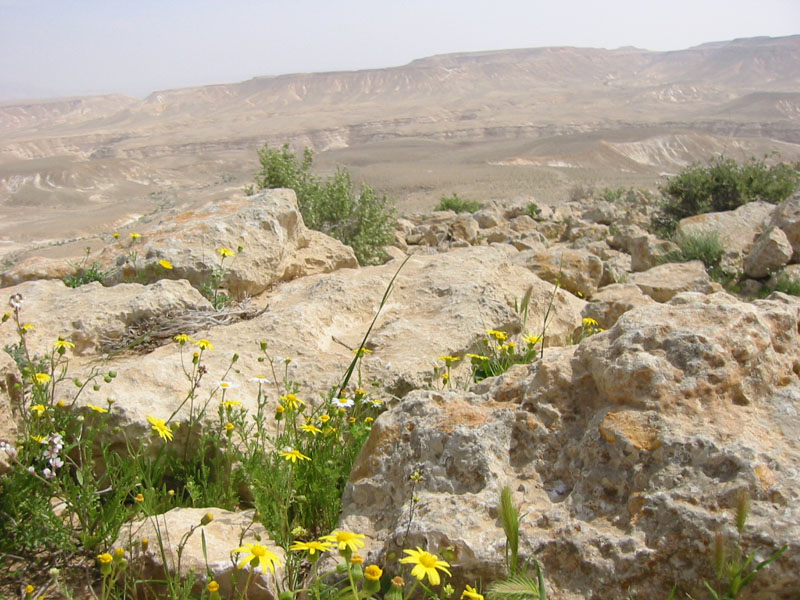
Растительность пустыни Негев

Негев представляет собой часть субтропического пустынного пояса Северного полушария и характеризуется континентальным климатом с большими перепадами температур между зимой и летом и дневным и ночным временем суток. Климат несколько смягчается в непосредственной близости от Средиземного моря на северо-востоке, но не испытывает никакого влияния относящегося к Красному морю залива Акаба на юге. Наиболее жаркая часть Негева — южная часть впадины Мёртвого моря со среднегодовой температурой 25 °C (16 °C в январе и 34 °C в августе). Наименее жаркая часть региона — нагорье Центрального Негева (среднегодовая температура 17 °C, температура января — 8 °C, августа — 24 °C).
При объёме осадков от 25 до 200 мм в год (в районе Беэр-Шевы в отдельные годы до 305 мм), влажности воздуха, в период хамсинов падающей до 10 %, и температурах, достигающих 45 °C, Негев представляет собой высохшую пустыню. Плодородные почвы сосредоточены во впадине Беэр-Шева и отсутствуют на большей части остальной территории Негева. Часто встречаются большие пространства, покрытые острым кремнёвым или известняковым гравием.
В общей сложности в Негеве представлена растительность четырёх фитогеографических областей: Средиземноморской, Ирано-Туранской, Сахаро-Аравийской и Суданской. Растительность повсеместно скудная и может полностью отсутствовать на протяжённых участках. Растительность впадины Беэр-Шева относится к Ирано-Туранской полупустыне, а остальная часть территории Негева — к Аравийской пустыне. Господствует кустарничковая растительность с преобладанием представителей родов полынь (в особенности распространён вид Artemisia herba-alba) и парнолистник (в частности Zygophyllum dumosum). В областях, получающих от 300 до 1000 мм осадков в год, доминирует средиземноморский кустарник Sarcopoterium spinosum, в более сухих районах вокруг Беэр-Шевы часты тимелея волосистая (Thymelaea hirsuta) и Echinops polyceras, в засушливых частях с объёмом осадков ниже 100 мм в год — солянки Salsola vermiculata и Salsola tetrandra. В песчаных котловинах растительность представлена крупными кустарниками рода Retama и саксаулом белым, на дне вади встречаются виды рода акация (по всей территории Негева распространены Acacia tortilis, Acacia raddiana и Acacia pachyceras) и фисташковые деревья.

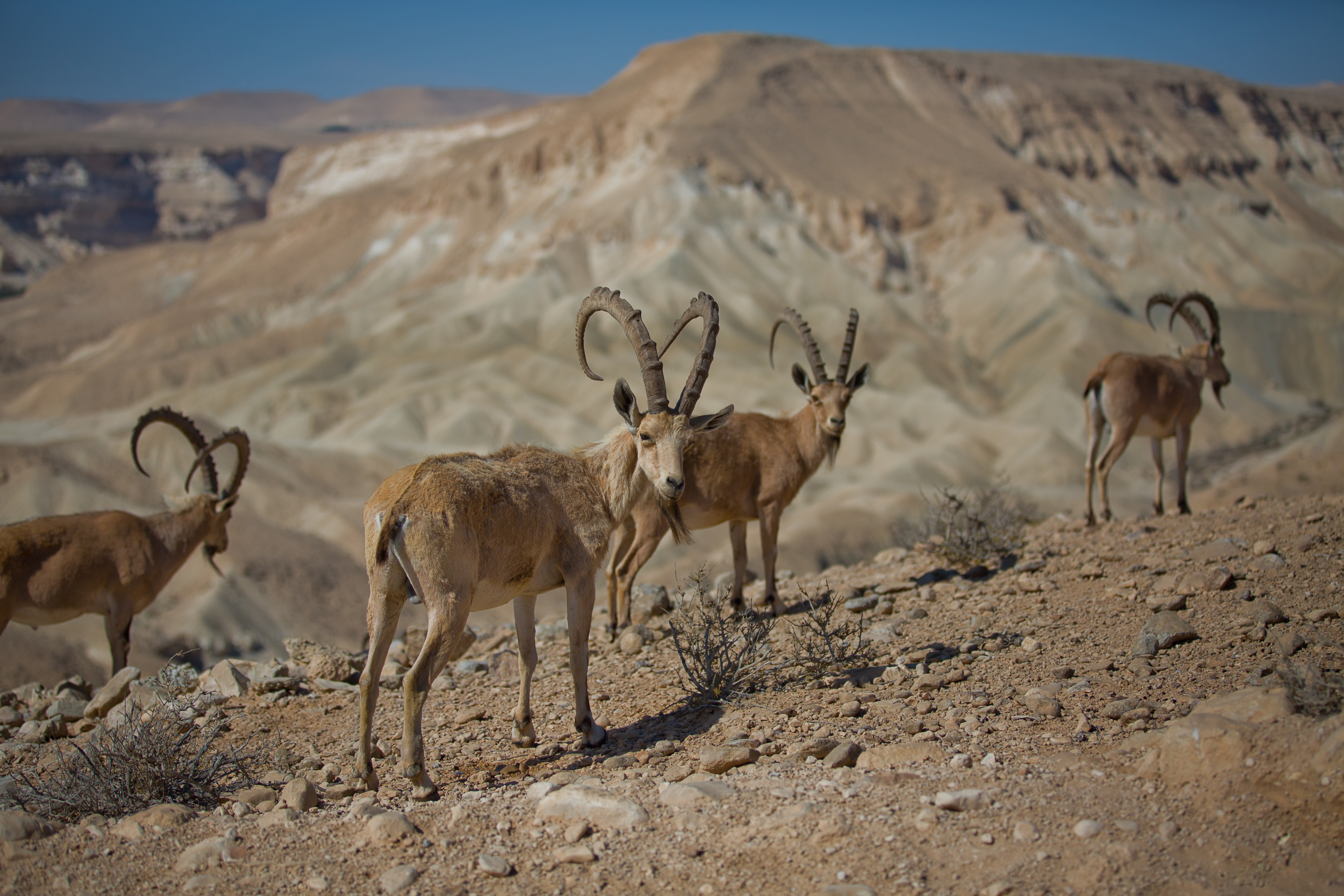
Синайские горные козлы в пустыне Негев

Животный мир Негева тоже относится к пустынному типу и включает несколько эндемичных видов. Несмотря на суровые климатические условия, фауна Негева достаточно разнообразна — так, на территории заповедника Хар-Негев, расположенного юго-восточнее Мицпе-Рамона, насчитывается 55 видов млекопитающих, свыше 40 видов рептилий, 200 видов гнездящихся птиц, а также 30 видов бабочек и 21 вид наземных улиток. Среди млекопитающих, адаптировавшихся к обитанию в этом регионе, — газель-доркас, синайский горный козёл, сирийская полосатая гиена, эфиопский ёж. В скалистых районах у Мёртвого моря встречаются эфиопские скалистые даманы.
Как ирригация полуаридных и засушливых районов Негева, так и выпас больших стад скота (см. Экономика) представляют собой экологический риск, поскольку могут привести к дальнейшему опустыниванию. Борьба с этими проблемами ведётся путём подвода воды и лесопосадками. В Северный Негев проведён Всеизраильский водопровод, что дало возможность превратить его в зону интенсивного земледелия. На севере Негева находится и один из самых больших в стране лесных массивов — Ятир. Работы по посадке деревьев здесь были начаты в 1964 году, и к 2013 году площадь леса Ятир — самого южного хвойного леса в Северном полушарии — составляла 3200 га. В рамках усилий по повторному использованию сточных вод построены два резервуара объёмом по 2 млн м³; это обеспечивает повторное использование 70 % сточных вод Беэр-Шевы.

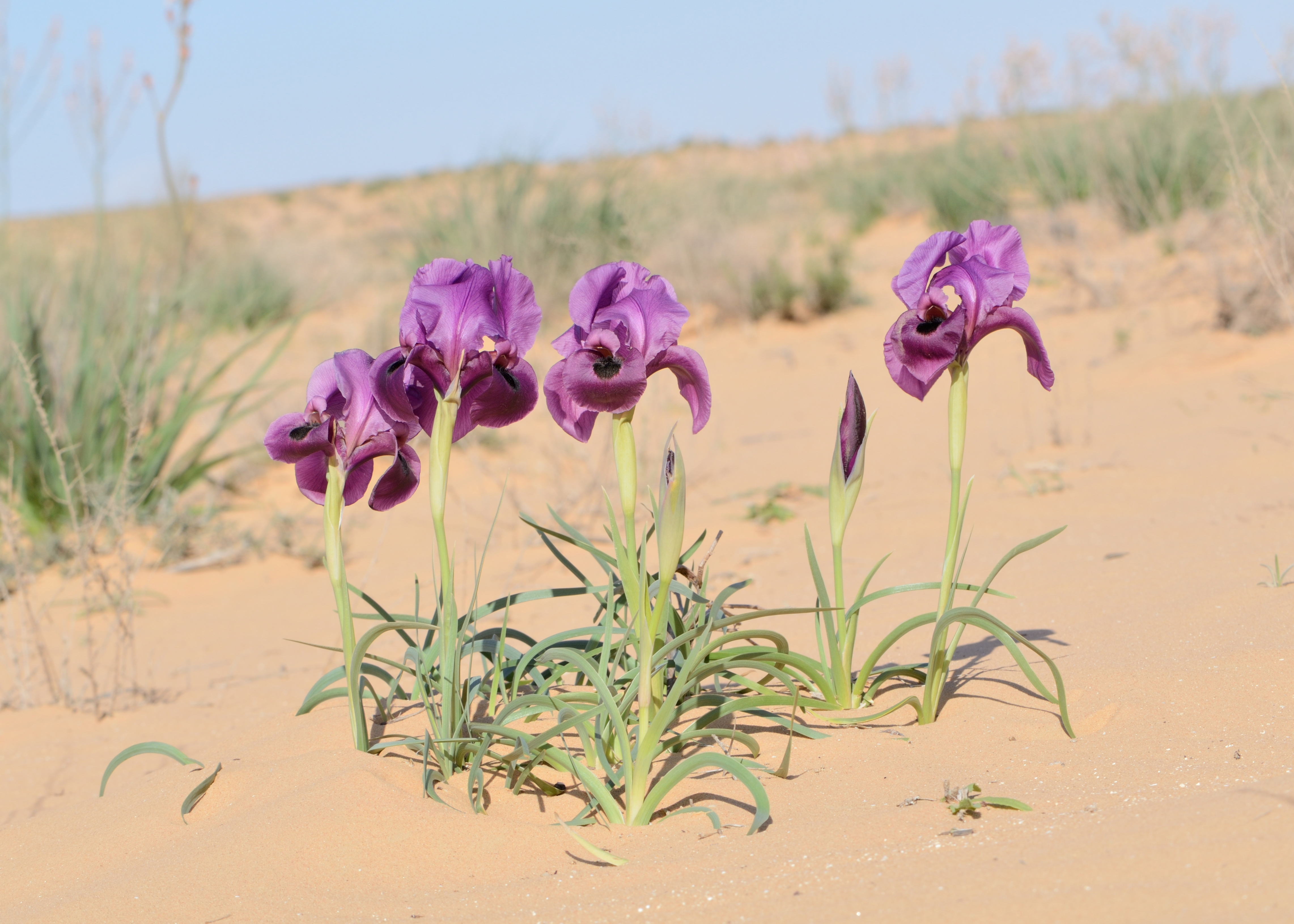
Ирис Мэри (Iris mariae), встречается только в пустыне Негев и на Синайском полуострове

Хотя озеленение Негева пользуется широкой поддержкой, некоторые экологи указывают на опасность, которую расширяющийся лес Ятир представляет для экологической ниши, сформировавшейся на границе между средиземноморской и пустынной экосистемами. Под угрозой исчезновения оказались в частности остатки самой южной популяции дикой пшеницы, такие цветы как Iris atrofusca и эндемичный вид лука Allium kollmannianum, а также ящерица Acanthodactylus beershebensis.

## История
Слово «Негев» имеет в основе семитский корень со значением «быть сухим», «высыхать». В Торе это слово часто встречается с общим значением «юг» без привязки к конкретной местности, тогда как словосочетание «Эрец ха-Негев» (с ивр. — «Земля Негев») относится к более определённому географическому региону.
Вероятно, первое появление человека на территории современного Негева можно датировать плейстоценом, когда состоялся первый исход из Африки. На территории Негева найдены многочисленные кремнёвые орудия, древнейшие из которых датируются палеолитом, другие относятся к мезолиту (около 11-го тысячелетия до н. э.) и неолиту (между 5-м и 4-м тысячелетиями до н. э.). Находки показывают, что в эпоху палеолита и мезолита население региона составляли кочевники-охотники, искавшие добычу в холмах, тогда как неолитические локации располагаются в долинах, где было возможным примитивное земледелие.
Первые известные археологам человеческие поселения на территории Негева (в частности, в районе современных Беэр-Шевы и Арада) относятся к XXXV—XXXII веку до н. э. Обитатели этих поселений, частично пещерных, занимались охотой, скотоводством и сезонным земледелием. Ими также были освоены некоторые ремёсла — в частности, в поселениях Негева изготовлялась медная посуда. На месте поселений медного века также обнаружена керамика, характерная для культуры Телейлат-эль-Гхассула. В XXIX—XXVII вв. до н. э. в районе Арада, в Северном Негеве, возникает обнесённый стеной город. Этот город, вероятно, служивший узловым пунктом на пути транспортировки добываемых в пустыне природного асфальта и меди в более развитые регионы Египта и Леванта, был единственным известным укреплённым городом на территории Негева. Однако в этом же регионе известны десятки археологических локаций, относящихся к началу 3-го тысячелетия до н. э. и принадлежащих, по-видимому, к той же культуре, что и пустынные поселения раннего бронзового века на юге Синайского полуострова.

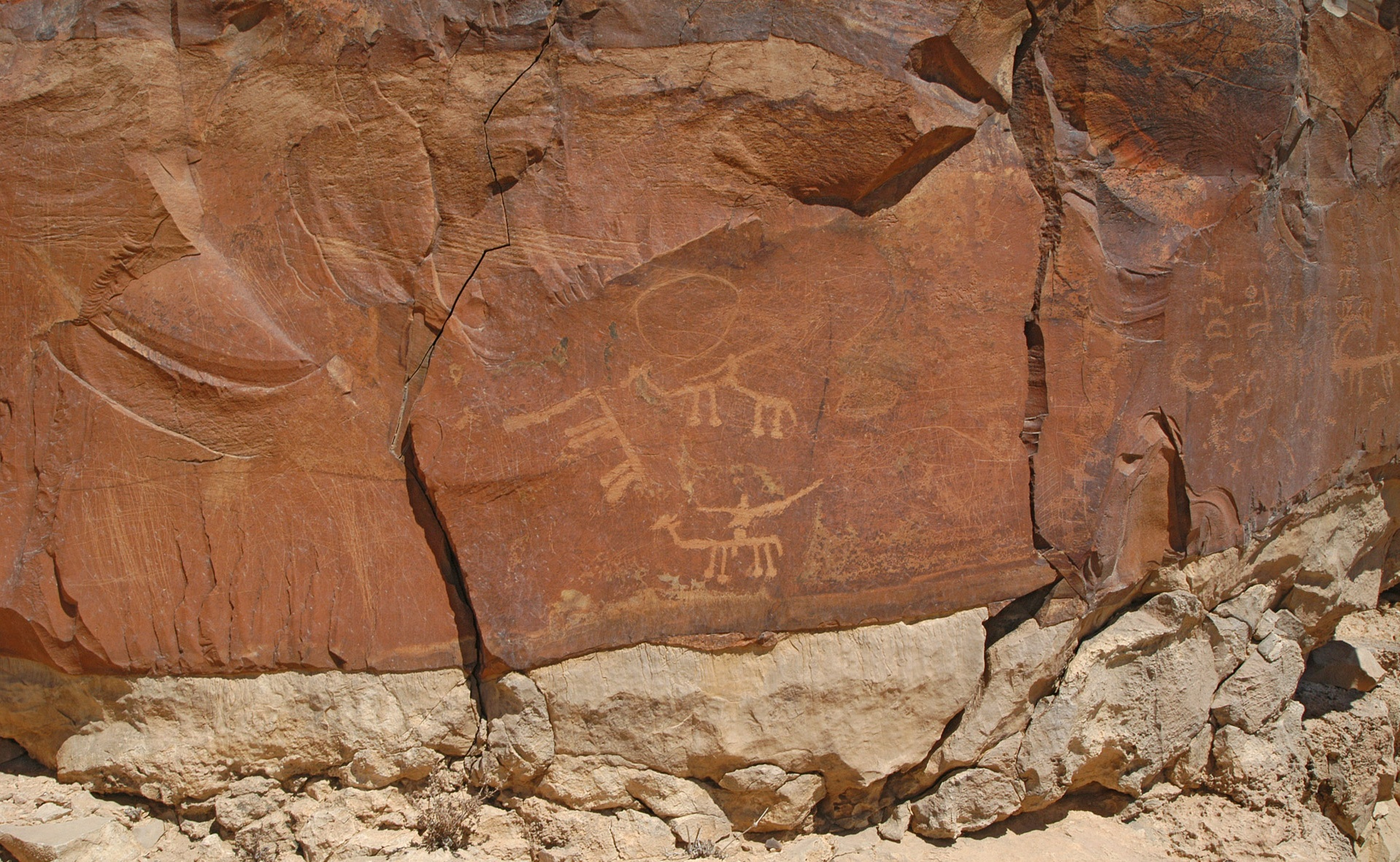
Петроглифы, изображающие всадников, близ Ницаны

Примерно в середине 3-го тысячелетия до н. э. в Южном Леванте появляются одомашненные лошади. Вскоре после этого петроглифы всадников появляются и в Негеве — древнейшие известные изображения такого рода датируются примерно 4200 годом до н. э. Новая волна поселенческой деятельности происходила, как считается, между 2400 и 2000 годами до н. э. В этот период в Негеве зафиксированы два основных типа поселений. К первому типу относятся крупные локации с большим количеством круглых каменных строений почти без промежутков между ними (образцом такого поселения служит Беэр-Ресисим). Второй тип представляют меньшие поселения, где рядом с большим открытым двором располагались несколько «комнат». Традиционно считалось, что в промежутке между серединой раннего бронзового века и новой волной в среднем бронзовом веке поселения в Негеве были заброшены, но археологические раскопки в 2010-е годы показали, что человеческая деятельность в более мелких из них продолжалась непрерывно.
Основой хозяйства племён начала 2-го тысячелетия до н. э., по всей видимости, было разведение мелкого рогатого скота. В то же время каменные стены поселений среднего бронзового века на холме Рош-Рамон и в Бияр-Арара демонстрируют признаки планового строительства и наличия центральной власти: первая из них включает прямой участок длиной свыше 4,5 км, пересекающий на своём пути холмы и речные русла — отдельное поселение не обладало ресурсами на подобное строительство. Примерно в XVIII веке до н. э. в долинах Негева, вблизи от источников воды, возникли ханаанейские города-государства: в Восточном Негеве — в очередной раз отстроенный Арад и Хорма, в Западном — Герар и Шарухен. Цари Арада, Хормы и Герара упоминаются в Библии (характеристику герарского правителя Авимелеха — союзника Авраама и Исаака — как «царя филистимского» большинство исследователей считают анахронизмом).
В то же время археологических подтверждений человеческой деятельности в Негеве в промежутке между средним бронзовым и ранним железным веком (приблизительно XI век до н. э.) практически нет. Такая деятельность доказана только для немногочисленных локаций, включая скотоводческое хозяйство неподалёку от современного Мицпе-Рамона (средний бронзовый век) и медные промыслы в Тимне и Файнане (поздний бронзовый век). Последние, по-видимому, пришли в упадок, когда лидирующим поставщиком меди в окрестные государства стал Кипр. Свидетельств земледелия, в том числе богарного (без искусственного орошения), в культурных слоях, относящихся к среднему и позднему бронзовому веку, археологами не обнаружено. По-видимому, в Негеве, в отличие от более восточных земель (таких как Моав и Идумея), в этот период отсутствовали сильные централизованные государства, что обеспечило беспрепятственное проникновение в него древних евреев .
Согласно библейским источникам, владения израильтян в Негеве ограничивались его восточной частью (в частности, колено Симеоново и колено Иудино занимали территории в районе Вирсавии, а колено Иудино — также в районе Арада, где делило территорию с кенитами). Запад Негева (включая Герар и Циклаг) заняли филистимляне. Во времена Соломона были построены несколько крепостей в Негеве и город-порт Эцион-Гевер на месте современного Эйлата. Раскол еврейского царства привёл к тому, что Негев остался под властью Иудеи; в эти годы, как показывают археологические находки, он переживал экономический расцвет. Поселения в Негеве упоминаются в египетских документах эпохи Шешонка I (2-я половина X в. до н. э.). Приблизительно три тысячелетия назад, в железном веке, в этом регионе появились приручённые верблюды. Вероятно, еврейские обитатели Негева в IX—VII вв. до н. э. стали первыми в регионе, кто освоил поливное земледелие с использованием паводковых вод — эти методы впоследствии были усовершенствованы набатеями. На всей территории Негева археологи находят относящиеся к этой эпохе подземные цистерны для хранения питьевой воды, обеспечивавшие возможность круглогодичного, а не сезонного скотоводства, а также движение караванов. При царе Озии были построены крепости в Араде, Кадесе, Хорват-Узе и других местах. Завоевание Иудейского царства сказалось и на этом регионе, но население некоторых его областей, видимо, пополнилось за счёт беженцев.

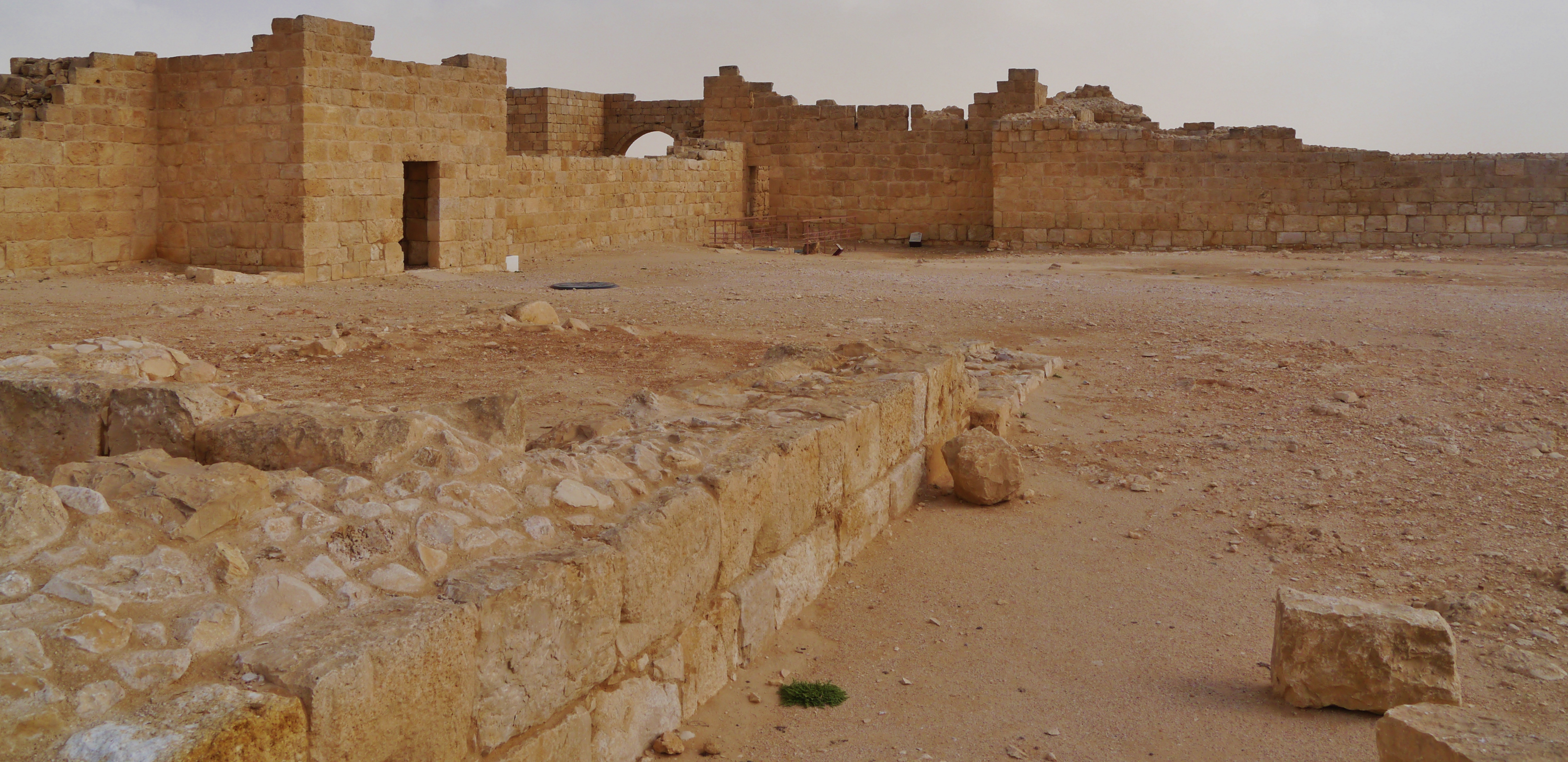
Стены Авдата

Под контроль Иудеи северная часть Негева вернулась при Александре Яннае. Большую часть его территории к этому времени контролировали набатеи, которыми были основаны новые города — Авдат, Мамшит, Ницана, Халуца, Шивта, Рахма. По Негеву проходили торговые пути, ведшие из набатейской столицы Петры и Аилы (порт в районе Эйлата) в Газу и другие средиземноморские порты. Значительных успехов достигло орошаемое земледелие, была построена сложная система оросительных каналов и водных резервуаров, применялись также оригинальные методы удержания влаги непосредственно в почве.
После того как Набатейское царство было покорено Римом в 106 г. н. э., экономическое значение Негева упало. Новый расцвет региона начался в конце III века, достигнув своего пика в византийский и омейядский период. В это время процветали Халуца (Элуса), Шивта (Субейта), Ницана, Авдат (Обода), Реховот Негевский (Рухейба) и Мамшит (Мампсис). Набатейские подданные Византии приняли христианство, и языческие храмы в многочисленных городах и деревнях сменились церквями. В конце византийского периода и в годы правления Омейядов площадь сельскохозяйственных земель в Негеве, по современным оценкам, составляла около 40 тысяч дунамов (4000 га) — преимущественно террасные поля, орошаемые продуманной системой водоотводных каналов. Среди обнаруженных ирригационных сооружений, наряду с собственно каналами, — плотины, цистерны для хранения дождевой воды. Важным удобрением служил помёт голубей, которые разводились в больших количествах как с этой целью, так и в качестве круглогодичного источника мяса. Археологические раскопки на месте Шивты и Ницаны показывают, что основой питания местных жителей служили злаковые (в частности, пшеница и ячмень) и бобовые культуры и что в регионе было развито виноградарство, причём в таких объёмах, что бо́льшая часть изготовляемого вина шла на экспорт. Выращивались также маслины, финики и инжир. Около 1200 лет назад в регионе также уже существовало мыловарение.
Поселения Негева начали приходить в упадок при Аббасидах. Они были оставлены жителями за относительно короткий исторический промежуток, и различные теории объясняют это изменениями климата, последствиями арабского завоевания или эпидемией. На протяжении последующих 12 веков всё население Негева ограничивалось небольшим количеством кочевых бедуинов. Лишь в конце XVIII и XIX веке в этот регион началось более массовое проникновение бедуинских племён с Синайского полуострова, из Хиджаза и Заиорданья. Новые племена привлёк образовавшийся в этой части Османской империи административный вакуум, который был связан со внутренней политической борьбой между имперскими элитами.
В конце 1930-х годов началась скупка земельных наделов в Негеве Еврейским национальным фондом. В 1943—1947 годах в регионе было основано около 20 еврейских сельскохозяйственных поселений (кибуцев и мошавов). В ходе Арабо-израильской войны 1948—1949 годов регион был первоначально отрезан египетскими войсками от территории еврейского государства, но в результате упорных боёв Израиль установил контроль практически над всей исторической территорией Негева.
После окончания войны началось быстрое заселение Негева, сопровождавшееся прокладкой оросительных водоводов. Был создан ряд так называемых городов развития, в том числе Димона, Арад, Офаким, Нетивот, Йерухам и Мицпе-Рамон. Если в кибуцах и мошавах, создававшихся в 1940-е годы, население было преимущественно ашкеназским, то в городах развития централизованно расселяли репатриантов-сефардов. В 1980-е годы, когда приток репатриантов из стран Востока прекратился, население части городов Негева, в том числе Беэр-Шевы, сократилось за счёт переезда жителей на север страны, предоставлявший больше возможностей трудоустройства. К 1954 году завершилось централизованное переселение бедуинов Негева в регионы к юго-западу от Беэр-Шевы, и в этом же году им было предоставлено израильское гражданство.
В конце XX века Негев принял большое количество репатриантов из стран бывшего СССР. Поскольку в этом регионе размещались в основном традиционные виды производств, уровень безработицы на юге страны вырос сильнее, чем на севере, и к концу 1990-х годов был вдвое выше.

## Население
К 2003 году общая численность населения Негева приближалась к 535 тысячам человек в более чем 160 населённых пунктах, из которых евреи составляли 367 тысяч и арабы 135 тысяч. К концу первого десятилетия XXI века общее число жителей Негева превысило 700 тысяч человек, из них более 190 тысяч бедуинов.
К окончанию срока действия британского мандата в Палестине в Негеве проживали около 90 тысяч бедуинов в составе 96 племён. В ходе войны состоялся массовый исход бедуинов с территории Негева, однако в дальнейшем их численность снова стала расти, увеличившись с 15 тысяч в 1948 году до 27 тысяч двадцатью годами позже. В середине 1960-х в рамках плана по урбанизации бедуинского населения был основан населённый пункт городского типа Тель-Шева, планировка которого была аналогичной планировке еврейских городов развития — с земельными участками площадью менее 500 м², в центре которых располагались дома площадью 50 м². Эта схема не соответствовала клановому образу жизни бедуинов, и следующий бедуинский посёлок, Рахат (позже получивший статус города), в 1970 уже строился с учётом культурных особенностей: дома, рассчитанные на нуклеарные семьи, располагались на участках площадью 1-2 дунама, сгруппированных в соответствии с клановыми отношениями. По этому же образцу позже строились ещё пять бедуинских посёлков — Сегев-Шалом, Арара, Кусейфе, Хура и Лакия. Все эти посёлки планировались как города-спутники Беэр-Шевы. В 2008 году было принято решение об учреждении ещё одного посёлка для племён Аль-Азазма и Джанабиб поблизости от Авдата.

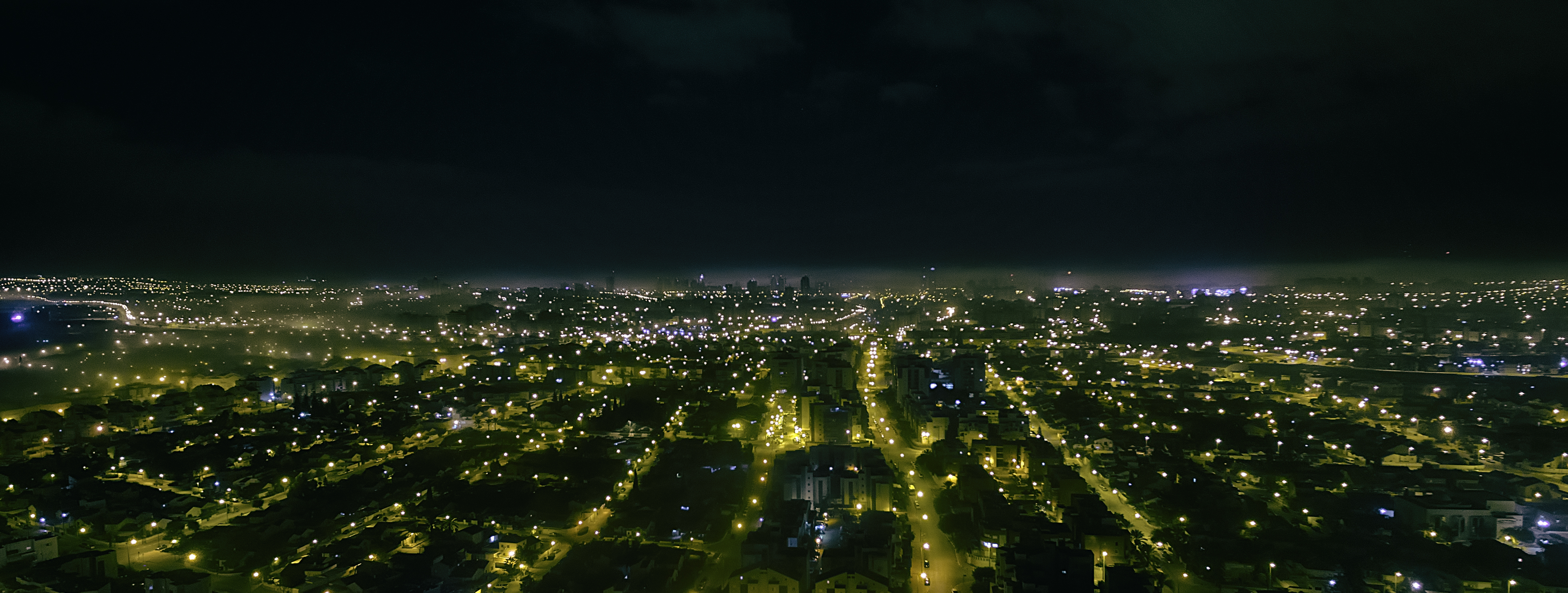
Вид с воздуха на ночную Беэр-Шеву

Свыше 90 % населения Негева в XXI веке проживают в 15 городах, занимающих лишь 0,6 % его территории. Крупнейший город Негева — Беэр-Шева (в начале 2000-х годов в ней проживало более трети всего населения Негева). Вторым по населению городом Негева (и городом с наиболее многочисленным мусульманским населением по всей стране) к началу 2010-х годов стал Рахат, где проживали 40 % бедуинского населения региона. На крайнем юге располагается Эйлат — важный морской порт. Значительная часть городского населения сосредоточена в городах развития, а также в иногда относимых к Негеву Сдероте и Кирьят-Гате, расположенных севернее Беэр-Шевского административного округа. Ошибки в планировании новой городской инфраструктуры, ориентированной в первые десятилетия независимости Израиля на поддержку сельскохозяйственных поселений, привели к тому, что города оказались слишком многочисленными и слишком близко расположенными друг к другу. Это отрицательно повлияло в дальнейшем на их экономическую жизнеспособность. Исключением стали только Беэр-Шева, где располагались региональные административные органы, университет и большая больница, а также Сдерот и Кирьят-Гат, получавшие большие субсидии в рамках программы привлечения капитала в регионы развития.

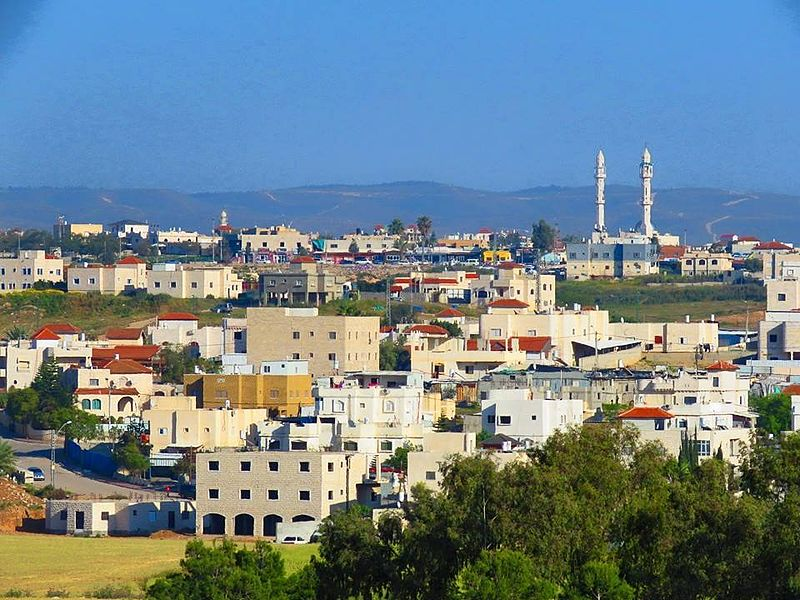
Крупнейший бедуинский город — Рахат

Темпы роста бедуинской общины Негева в конце XX и начале XXI века были очень высокими: только за период с 1999 по 2006 год она выросла на 45,2 %, в то время как еврейское население Негева за тот же период увеличилось на 6,9 %. Негевские общины составляли более 3/4 всего бедуинского населения страны (ещё более 60 тысяч израильских бедуинов проживали в Галилее и городах со смешанным населением в центральной части страны, таких как Лод и Рамле). К 2009 году 2/3 бедуинов Негева проживали в семи основных посёлках городского типа застройки. Помимо этих посёлков, к началу 2010-х годов официально насчитывалось около десятка постоянных бедуинских сельскохозяйственных поселений, с 2003 года объединённых в региональный совет Абу-Басма (в 2012 году разделён на региональные советы Неве-Мидбар и Аль-Касум).
Значительная часть негевских бедуинов проживает в непризнанных государством деревнях. Галилейское общество — Арабское национальное общество исследований и услуг в области здравоохранения — оценивало их общую численность на середину 2007 года в 60,6 тысяч человек. По данным Регионального совета непризнанных деревень Негева, в 45 таких деревнях проживала почти половина всех негевских бедуинов — более 84 тысяч человек (однако эта оценка была заведомо завышенной, поскольку включала также поселения регионального совета Абу-Басма, к тому моменту получившие официальное признание). В 2011 году правительство Израиля одобрило так называемый «план Правера — Бегина», целью которого было урегулирование статуса бедуинских общин в Негеве. В рамках плана предусматривалось, в частности, переселение 40—70 тысяч бедуинов по всему Израилю из непризнанных государством бедуинских поселений в признанные местные советы с выплатой определённых компенсаций. Принятие плана вызвало волну протестов и обвинений Израиля в расизме. В рамках коалиционных договорённостей 36-е правительство Израиля в 2021 году согласилось признать три существующих бедуинских посёлка с населением общей численностью около 4000 человек, а также приняло решение о создании ещё одного бедуинского муниципалитета на юге страны.
Помимо городов и бедуинских посёлков, на территории Негева расположено более ста преимущественно еврейских сельскохозяйственных поселений — в основном кибуцев. Многие из них, стратегически размещённые вдоль границ с Египтом и Иорданией, выполняют также роль аванпостов.

## Экономика
В Негеве добываются поташ, бром, магний (в промышленной зоне Сдом на юге Мёртвого моря), фосфаты (промышленная зона Орон и горы Цин на востоке), глина, гипс и мрамор (махтеш Рамон), природный газ (Арад, нефтяное поле Рош-Зоар) и кварцевый песок. С древних времён в долине Тимна добывалась медь; в современности её добычу некоторое время продолжал Израиль (в 1966—1976 и 1980—1984 годах). Сырьё для обрабатывающей промышленности завозится также с Мёртвого моря. Проложен нефтепровод из Эйлата в Ашкелон на берегу Средиземного моря.
Основу экономики Негева в первые десятилетия независимости Израиля составляла горнодобывающая и обрабатывающая промышленность, чему способствовал рост мировых цен на минеральное сырьё в 1970-е годы. В то же время население региона главным образом росло за счёт притока жителей в новые города, где была нехватка рабочих мест — преимущественно в текстильной промышленности. Это привело к высокому уровню безработицы и стагнации городов. К концу XX века в горнодобывающей и химической промышленности было занято около трети промышленных рабочих Негева; в текстильной и пищевой промышленности были заняты соответственно 17 % и 7 % рабочих. С 1990-х годов текстильная промышленность в Негеве переживала спад, в том числе обусловленный тем, что после заключения мирного договора с Иорданией многие производства были переведены в эту страну, а также в Египет, с их более низкой заработной платой.
Наукоёмкая, и в частности оборонная, промышленность в Негеве развивалась менее быстрыми темпами, чем в целом по стране, и к концу 1990-х годов в этом регионе около 30 % рабочих были заняты в технологически развитых отраслях — машиностроении, электронике, металлообработке и транспорте. Из предприятий, открытых после 1995 года, наукоёмкими были 45 %. В то же время эти предприятия в основном относятся к последней фазе производства, выпуская валовую продукцию, ранее разработанную в других местах, и зарплаты на них на четверть ниже, чем в среднем по стране. Наукоёмкие производства сосредоточены главным образом в крупнейшем городе региона — Беэр-Шеве, при этом часть успешных стартапов, изначально созданных в этом городе, перебазировалась затем в центр страны, где было легче мобилизовать инвестиции на этапе промышленной разработки. Предприятия высоких технологий открылись также в других городах юга страны: Кирьят-Гате (Intel), Араде (Motorola), Димоне (Dell-Vishay, промышленная зона Темед), Офакиме (ECI Telecom), а также в пригороде Беэр-Шевы Омере.
В бедуинских населённых пунктах промышленность слаборазвита и представлена в основном предприятиями с малым количеством работников. Крупнейший на начало 2010-х годов промышленный парк располагался в Рахате и включал 13 предприятий, на самом крупном из которых работало немногим более 20 человек. Промышленные зоны в Сегев-Шаломе и Хуре продолжали расти, но уступали по размерам промзоне Рахата. Одним из самых крупных отдельных предприятий в бедуинском секторе была ковровая фабрика в Лакии, где работали 60 бедуинских женщин.

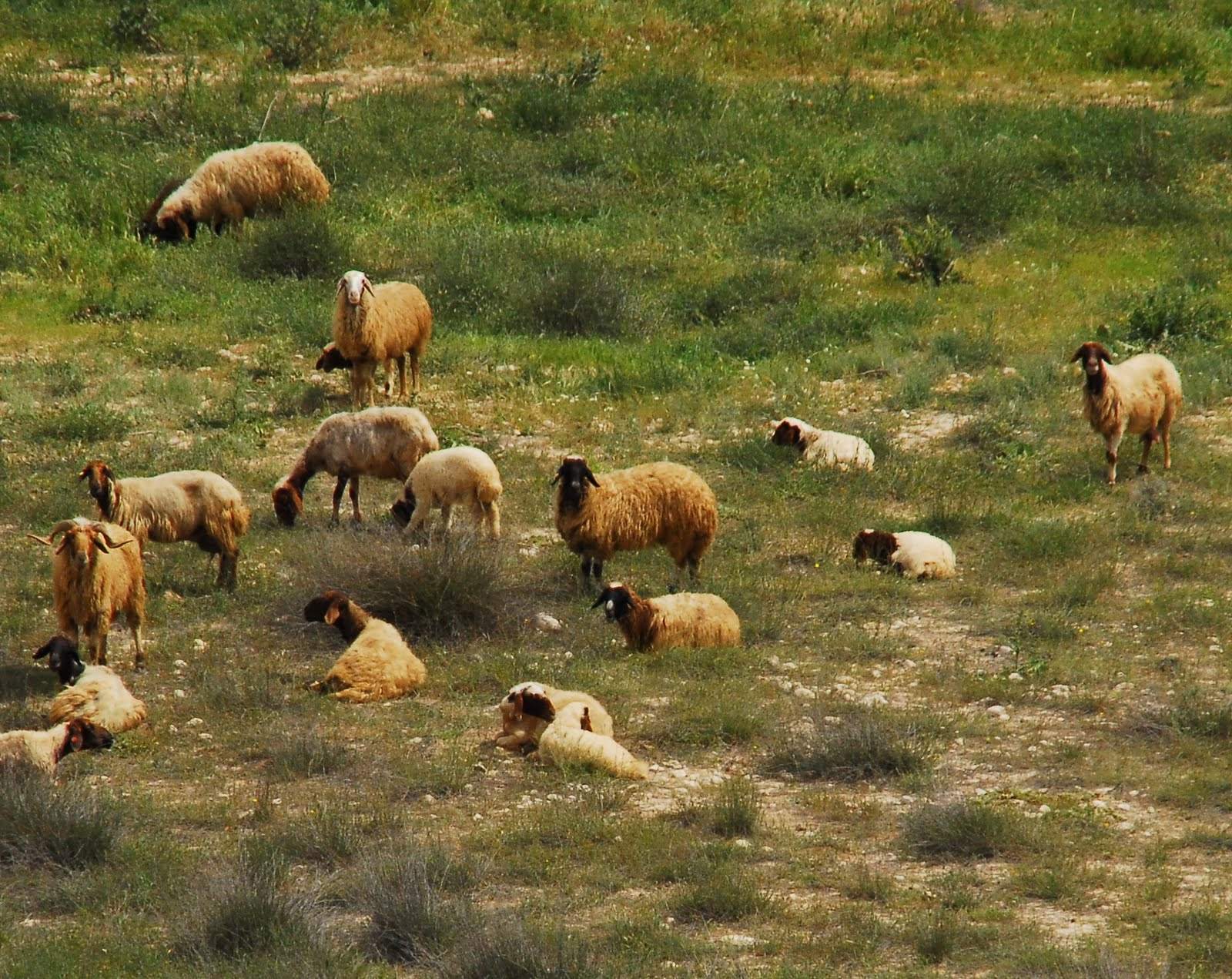
Овцы в долине реки Бесор

Площадь плодородных лёссовых почв в северо-западной части Негева составляет более 160 000 га. Ирригацию сельскохозяйственных угодий обеспечивают вода, поступающая по Всеизраильскому водопроводу, а также очищенные сточные воды и скважины. Сельскохозяйственная составляющая экономики региона включает выращивание цитрусовых в северо-западной части Негева, цветоводство и овощеводство — в Западном Негеве и Араве. Во внутренних районах северо-западного Негева выращиваются хлопчатник, кормовые культуры, сахарная свёкла, пшеница и другие злаковые (последние на неорошаемых или частично орошаемых землях). Большинство еврейских кибуцев и мошавов прекратили разведение мелкого рогатого скота в 1980-е годы в связи с нерентабельностью (падением цен на баранину и ростом стоимости содержания стад), однако порядка 10 % бедуинских семей, преимущественно из непризнанных поселений, продолжают заниматься традиционным овцеводством.
Важную роль в экономике Негева играет туризм — посетителей привлекают горы Центрального Негева, курорты Эйлата и лечебницы Арада и юга Мёртвого моря. В 2013 году издающая туристические путеводители компания The Lonely Planet включила Негев в число наиболее привлекательных туристических регионов. Среди достопримечательностей перечисляются Эйлат, известный как фешенебельный морской курорт, водолечебные центры, объекты гастрономического туризма, экологические поселения, пешеходные маршруты, национальный парк Тимна с его древними медными рудниками и заповедник Хай-Бар Йотвата. В число достопримечательностей входит также музей первого премьер-министра Израиля Давида Бен-Гуриона в кибуце Сде-Бокер.

### Инфраструктура

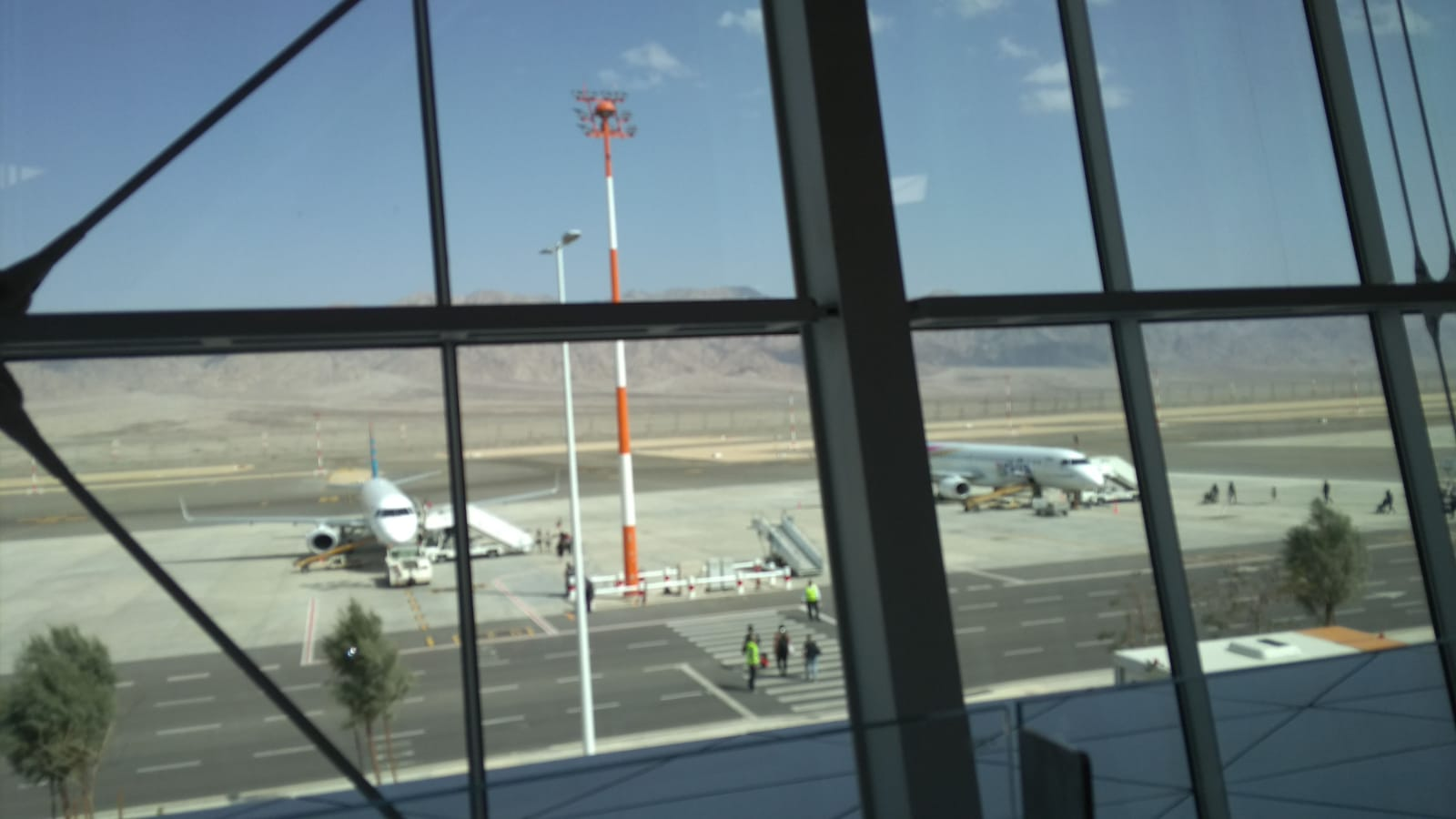
Самолёты в аэропорту «Тимна»

Сеть шоссейных дорог в Негеве достаточно развита. Среди них имеющие общеизраильское значение трассы Сдом — Эйлат и Беэр-Шева — Димона — Мицпе-Рамон — Эйлат. Между Беэр-Шевой, Кирьят-Гатом, Лодом, Димоной и промышленными зонами на юге существует железнодорожное сообщение. В 2013 году был утверждён план строительства двухколейной железной дороги между Беэр-Шевой и Эйлатом протяжённостью 260 км. На территории Негева также располагаются несколько аэропортов, в том числе аэропорт имени Илана и Асафа Рамонов в долине Тимна, в 2019 году сменивший эйлатский в роли второго международного аэропорта Израиля. Важной частью инфраструктуры Негева является нефтепровод Эйлат-Ашкелон. Планируется дальнейшее развитие транспортной, информационной и других инфраструктур региона в рамках перевода в Негев крупных военных объектов.
Особенности климата Негева и высокая среднегодичная общая горизонтальная энергетическая освещённость в этом регионе обеспечивают круглогодичное эффективное использование солнечной энергии. С 1985 года исследования в области солнечной энергетики ведёт Национальный центр солнечной энергии при Университете им. Бен-Гуриона. Солнечная энергия в Израиле десятилетиями использовалась для бытовых нужд — абсолютное большинство частных водонагревателей в стране оснащено солнечными батареями. С середины первого десятилетия в Израиле начали возникать компании, использующие солнечный свет для производства электричества в промышленном масштабе. Создание крупных гелиоэнергетических проектов началось в Негеве, где среди прочих возведены солнечные электростанции «Ашалим» (мощность 121 МВт, начала работу в 2019 году) и «Кетура» (40 МВт).
Вблизи Димоны с 1960-х годов функционирует Ядерный исследовательский центр, и в 1970-е годы в Негеве было официально выделено место под атомную электростанцию, однако предлагавшиеся в дальнейшем проекты её строительства оставались нереализованными. Это связано в том числе с нежеланием Израиля передавать свою ядерную программу под контроль МАГАТЭ.
По развитию муниципальной инфраструктуры Негев отстаёт от северной части Израиля. Особенно сложная ситуация наблюдается в бедуинских населённых пунктах. Все признанные бедуинские посёлки городского типа и региональный совет Абу-Басма, согласно ЦСБ Израиля, входили в начале 2010-х годов в последнюю из десяти групп населённых пунктов Израиля по уровню жизни. Около трети их жителей не были подключены к национальной электрической сети или к национальному водопроводу и вынуждены были пользоваться генераторами для производства электричества и услугами частных компаний по обеспечению питьевой водой. В 2/3 бедуинских районов сточные воды сливались в открытые сточные канавы. Почти в половине районов отсутствовала такая муниципальная услуга, как регулярный сбор мусора (в других арабских населённых пунктах этой услугой не обеспечены менее 10 % населения). Такое положение было поводом для взаимных обвинений со стороны жителей этих населённых пунктов и правительства Израиля. В непризнанных бедуинских деревнях отсутствуют регулярное водоснабжение и электричество.